# Pseudochlorodesmis
Pseudochlorodesmis es un género de algas, perteneciente a la familia Udoteaceae.

## Especies dePseudochlorodesmis
- Pseudochlorodesmis australis
- Pseudochlorodesmis furcellata
- Pseudochlorodesmis monopodialis
- Pseudochlorodesmis tenuis